# Virbia schadei
Virbia schadei är en fjärilsart som beskrevs av Jörgensen 1935. Virbia schadei ingår i släktet Virbia och familjen björnspinnare. Inga underarter finns listade i Catalogue of Life.